# ديلان بايرياس
ديلان بايرياس (بالإنجليزية: Dylan Pierias)‏ (20 فبراير 2000 بملبورن في أستراليا - ) هو لاعب كرة قدم أسترالي في مركز الدفاع.

## روابط خارجية
- ديلان بايرياس على موقع قاعدة بيانات كرة القدم.إي يو (الإنجليزية)
- ديلان بايرياس على موقع Soccerway.com (الإنجليزية)
- ديلان بايرياس على موقع أوليمبيديا (الإنجليزية)